# 大阪屋 (新潟市)

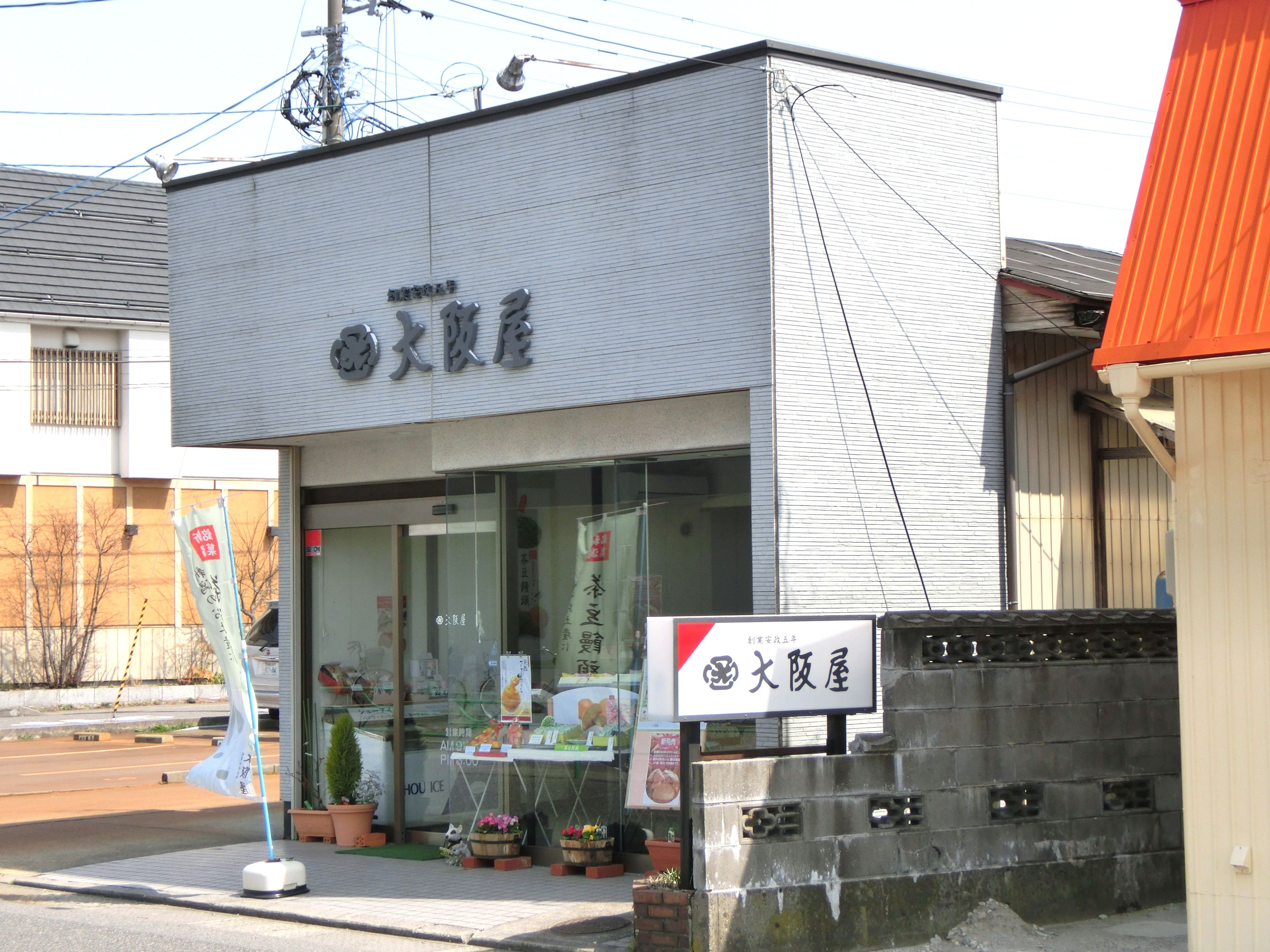
大阪屋東新潟駅前店

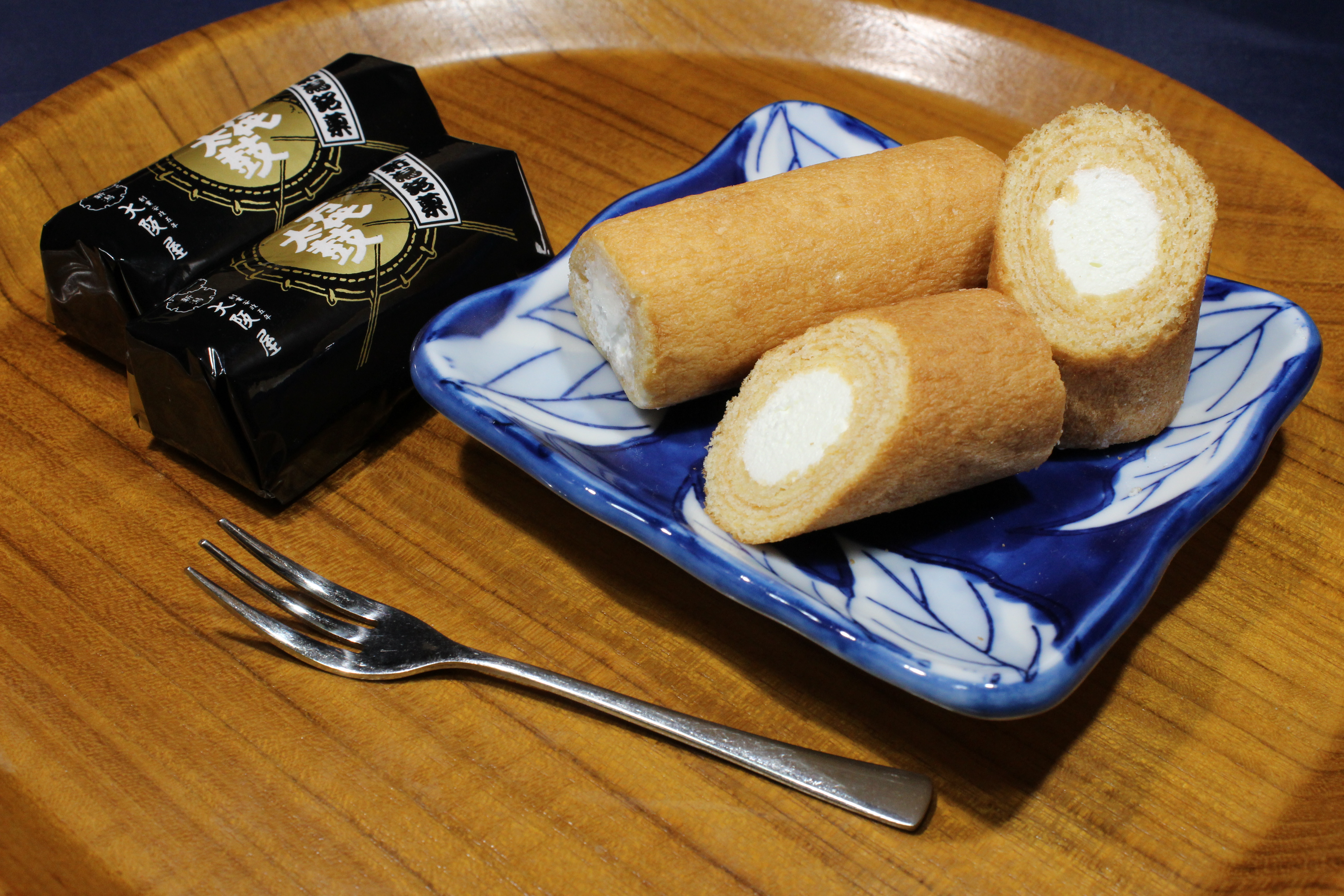
万代太鼓

株式会社大阪屋（おおさかや）は、新潟県新潟市江南区に本社を置き、同市を中心に同県内で菓子の製造・販売を行う企業。

## 概要
安政年間に創業した、新潟市内の老舗菓子舗のひとつ。和菓子・洋菓子など、主に生菓子を製造・販売している。
初代、岡嘉平は、当時、彦根藩領であった近江の国犬上郡石畑村（現滋賀県犬上郡豊郷町石畑）に生まれ育ち、長じて志しを立て、大阪に出て菓子修行を行った。これが社名の由来と伝えられている。その後越後新潟に移り住み、現・新潟市中央区横七番町通に菓子舗を構え「浪花堂大阪屋」と号したのが安政五年（1858年）であった。
生菓子店としてフランチャイズ・チェーンを構成し新潟県内で約100店舗を擁する。また労働面では、県内でいち早く1972年に週休二日制を導入した点は注目に値する。

## 企業沿革
- 1858年（安政5年） 初代。岡嘉平、熊谷小路（現新潟市中央区横七番町通）にて浪花堂大阪屋を開業
- 1880年（明治13年）新潟大火により現新潟市中央区横七番町通1丁目に移転
- 1923年（昭和3年） "明からす"献上菓子となる。
- 1923年（昭和3年） パンの製造を開始、イタリア軒などに納入する。
- 1923年（昭和3年） 第二次大戦中、企業整備のため休業
- 1947年（昭和22年）営業再開
- 1950年（昭和25年）古町店を開設、合わせてケーキなど洋菓子の製造を開始する
- 1951年（昭和26年）4月2日、株式会社設立
- 1956年（昭和31年）横七番町工場を建設
- 1961年（昭和36年）フランチャイズチェーンシステムを採用
- 1964年（昭和39年）技術と技能の分化。向上を目的に研究室を設置
- 1967年（昭和42年）新潟市大渕に本社新工場竣工
- 1968年（昭和43年）コンピュータを導入、チェーンシステム管理の効率化を計る
- 1972年（昭和47年）完全週休二日制の実施（年間休日105日）
- 1976年（昭和51年）本社工場新棟竣工
- 1980年（昭和55年）本社ビル竣工。商品管理部門、厚生施設の拡充を計る
- 1985年（昭和60年）全店舗発注オンラインシステム導入
- 1986年（昭和61年）女子再雇用制度導入。県内企業では初の就業規則への明文化を行う
- 1990年（平成2年）看護休職制度、厚生資金貸付制度導入
- 1990年（平成2年）月1回週休3日制実施（年間休日117日）
- 1991年（平成3年）新潟県労働基準連合会ゆとり創造賞受賞
- 1992年（平成4年）育児休業制度導入
- 1996年（平成8年）大阪屋菓子販売（株）設立、製造部門と販売部門の分離を計る
- 1997年（平成9年）昭和25年開設の古町本店を8番町から7番町へ移転
- 1998年（平成10年）創業140周年
- 2001年（平成13年）食品衛生優良施設
- 2001年（平成13年）厚生労働大臣表彰